# AviSynth
AviSynth ist ein freier Frameserver. Während die gegenwärtig stabile Version 2.6 ausschließlich für Windows geschrieben wurde, sollte von Version 3.0 – welche sich im pre-Alpha-Stadium befindet – auch ein Linux-Port erscheinen. Die Entwicklung kam jedoch gänzlich zum Erliegen.

## Überblick
AviSynth verfügt über eine eigene Skriptsprache und entbehrt dabei einer grafischen Benutzeroberfläche. Die AviSynth-Skripte mit der Dateiendung „.AVS“ beinhalten Klartext, sie können somit mit einem beliebigen Texteditor bearbeitet werden. Mit Hilfe dieser Skriptsprache ist es dem Benutzer mit vergleichsweise wenig Aufwand möglich, eigene Filter zu erstellen. Zusätzlich finden sich auf der Webpräsenz des Projektes von Benutzern vorgefertigte Skripte. Ferner kann der Funktionsumfang von AviSynth mit Hilfe von Plug-ins erweitert werden.

## Funktionsweise
AviSynth fungiert als Frameserver, welcher Dateien einliest und den Datenstrom an ein anderes Programm mittels einer virtuellen Datei weiterreicht. Wird eine AVS-Skript-Datei mit einem unterstützenden Videobearbeitungsprogramm (beispielsweise VirtualDub) geöffnet, so verhält sich diese dem Zielprogramm gegenüber wie eine AVI-Datei, welche eine rohe Video- und Audiospur beinhalten würde. Auf diese Weise können auch Formate geöffnet werden, welche vom Zielprogramm nicht unterstützt werden oder vorher die Installation eines Codecs benötigen würden. Mit Hilfe einer Reihe von integrierten sowie nachrüstbaren Filtern kann das Bild- und Tonmaterial bereits von AviSynth bearbeitet werden, bevor es weitergereicht wird. Da keine Komprimierung stattfindet, kommt es nicht zu Generationsverlust.

## VapourSynth
Mitte 2012 startete der Programmierer Fredrik Mellbin das Projekt VapourSynth, welches als moderne Neuauflage von AviSynth gedacht ist. Im Gegensatz zum Vorbild ist VapourSynth plattformunabhängig und beherrscht Multithreading. Die eigene Skriptsprache von AviSynth kommt jedoch nicht mehr zum Einsatz, stattdessen wird Python verwendet.